# Hainberg bei Elm
Hainberg bei Elm este o arie protejată (arie specială de conservare — SAC, sit de importanță comunitară — SCI) din Germania întinsă pe o suprafață de 5,42 ha, integral pe uscat.

## Localizare
Centrul sitului Hainberg bei Elm este situat la coordonatele 50°22′10″N 9°32′35″E / 50.3694°N 9.5431°E.

## Înființare
Situl Hainberg bei Elm a fost declarat sit de importanță comunitară în aprilie 1999 pentru a proteja 5 specii de animale. Situl a fost protejat și ca arie specială de conservare în martie 2008.

## Biodiversitate
Situată în ecoregiunea continentală, aria protejată conține 1 habitat natural: Pajiști uscate seminaturale și facies de acoperire cu tufișuri pe substraturi calcaroase (Festuco-Brometalia) (* situri importante pentru orhidee).
La baza desemnării sitului se află mai multe specii protejate de  păsări (5): ciocănitoarea de stejar (Dendrocopos medius), capîntortură (Jynx torquilla), sfrâncioc roșiatic (Lanius collurio), gaia roșie (Milvus milvus), ciocănitoare verzuie (Picus canus).
Pe lângă speciile protejate, pe teritoriul sitului au mai fost identificate 4 specii de plante, 2 specii de păsări, 1 specie de nevertebrate, 2 specii de reptile.